# Федоров Борис Васильович
Фе́доров Бори́с Васи́льович (нар. 25 жовтня 1914 — пом. 26 травня 1974) — учасник Другої світової війни, командир дивізіону, капітан, Герой Радянського Союзу (1943).

## Життєпис
Народився 25 жовтня 1914 року в селі Новоєгорівка Баштанського району Миколаївської області в селянській родині. Українець. Член ВКП(б) з 1942 року.
Закінчив 7 класів, ветеринарний технікум. Працював ветеринарним фельдшером у колгоспі.
У лавах РСЧА з 1935 року. У 1939 році закінчив Московське артилерійське училище.
Учасник німецько-радянської війни з 1941 року. Воював на Західному, Північно-Західному, Воронезькому та 1-му Українському фронтах.
Командир дивізіону 839-го гаубичного артилерійського полку 40-ї армії Воронезького фронту капітан Б. В. Федоров особливо відзначився у боях в районі радгоспу «Холодний» Полтавської області. У бою 1 вересня 1943 року особисто підбив 3 танки супротивника. Перебуваючи в критичній ситуації, викликав на себе вогонь артилерії, яким було знищено ще 8 танків. 2 вересня вміло організував оборону радгоспу. Ворог, втративши 7 танків, відступив.
Після війни продовжував службу у Збройних Силах СРСР. У 1948 році закінчив Вищу артилерійську школу в Ленінграді, у 1956 році — Вищі академічні курси при Військовій артилерійській академії.
У 1956 року полковник Б. В. Федоров вийшов у запас. Після виходу в запас працював директором таксомоторного парку в місті Рівному. 
Помер 26 травня 1974 року у місті Рівне.

## Нагороди
Указом Президії Верховної Ради СРСР від 24 грудня 1943 року капітану Федорову Борису Васильовичу присвоєне звання Героя Радянського Союзу з врученням ордена Леніна і медалі «Золота Зірка» (№ 2618).
Також нагороджений двома орденами Червоного Прапора, орденами Олександра Невського, Вітчизняної війни 1-го та 2-го ступеня, Червоної Зірки, медалями.